# Ralina Doshkova
Ralina Doshkova (7 de junio de 1995) es una jugadora de voleibol de Bulgaria. Es internacional con la Selección femenina de voleibol de Bulgaria, con la que participó en el Grand Prix de Voleibol de 2015. A nivel de clubes ha jugado en el VC CSKA Sofia.